# Thamnodynastes paraguanae
Espèce
Thamnodynastes paraguanae  est une espèce de serpents de la famille des Dipsadidae.

## Répartition
Cette espèce est endémique de l'État de Falcón au Venezuela et le departement du Magdalena au Colombie.

## Étymologie
Cette espèce est nommée en référence au lieu de sa découverte, la péninsule de Paraguaná.

## Publication originale
- Bailey & Thomas, 2007 "2006" : A revision of the South American snake genus Thamnodynastes Wagler, 1830 (Serpentes: Colubridae, Tachymenini). II. Three new species from northern South America, with further descriptions of Thamnodynastes gambotensis Pérez-Santos and Moreno and Thamnodynastes ramonriveroi Manzanilla and Sánchez = Revisión de las serpientes suramericanas del género Thamnodynastes Wagler 1830 (Serpentes: Colubridae, Tachymenini). Memoria de la Fundación La Salle de Ciencias Naturales, vol. 166, no 3, p. 7-27.